# Marijan Kunšt
Marijan Kunšt (Zagreb, 1924. – Zagreb, 12. veljače 1992.), hrvatski tenor.
Karijeru je započeo kao član radio zbora godine 1947. godine, a od 1950. godine kreće na svoj dugi i plodni put u "Komediji". Godine 1951. debitirao je kao princ Sou Čong u Leharovoj opereti "Zemlja smiješka", koji mu je lik postao zaštitinim znakom i tumačio ga je više od 500 puta.
Kao dugogodišnji prvak kazališta "Komedija" u Zagrebu, proveo je desetljeća na pozornici stvorivši čitav niz popularnih operetnih likova. Ljubitelji klasične operete pamte njegov lijepi lirski glas u Leharovom "Barunu ciganinu", Offenbachovoj "Lijepoj Jeleni", Kalmanovoj "Silvi", kao i u Zajčevoj "Viteškoj ljubavi". Osmedesetak likova krasilo je repertoar umjetnika koji je desetljećima pjevao, glumio, smijao se i plakao na pozornici omiljenog kazališta na Kaptolu.